# Klifchipmunk
De klifchipmunk (Neotamias  dorsalis) is een zoogdier uit de familie van de eekhoorns (Sciuridae). De wetenschappelijke naam van de soort werd voor het eerst geldig gepubliceerd in 1855 door Spencer F. Baird.

## Voorkomen
De soort komt voor in Mexico en de Verenigde Staten. Klifchipmunks komen voor in rotsachtige bergstreken van Utah, Nevada, Arizona, Colorado, Wyoming, New Mexico en Mexico. Ze eten zaden, fruit en stengels van verschillende planten en leggen tijdelijke voedselvoorraden aan in de omgeving van hun nest, die ze in de wintermaanden leeghalen.